# 1 Decembrie (okręg Vaslui)
1 Decembrie – wieś w Rumunii, w okręgu Vaslui, w gminie Banca. W 2011 roku liczyła 417 mieszkańców.